# Quesnelia liboniana
Quesnelia liboniana là một loài thực vật có hoa trong họ Bromeliaceae. Loài này được (De Jonghe) Mez miêu tả khoa học đầu tiên năm 1922.

## Hình ảnh

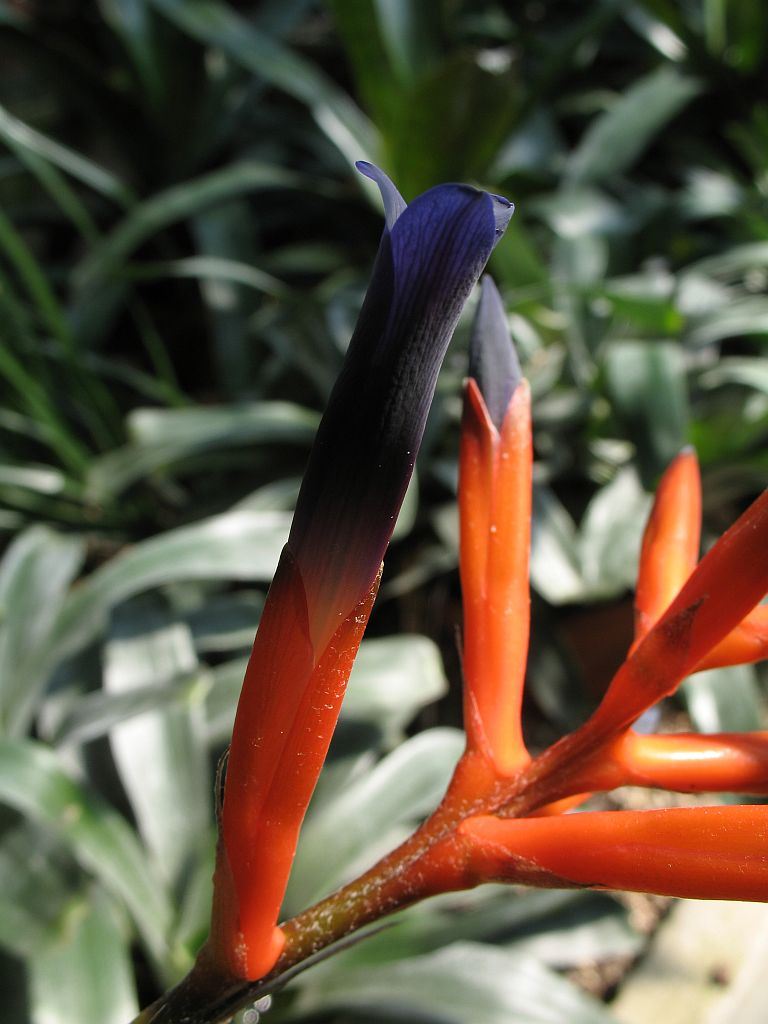
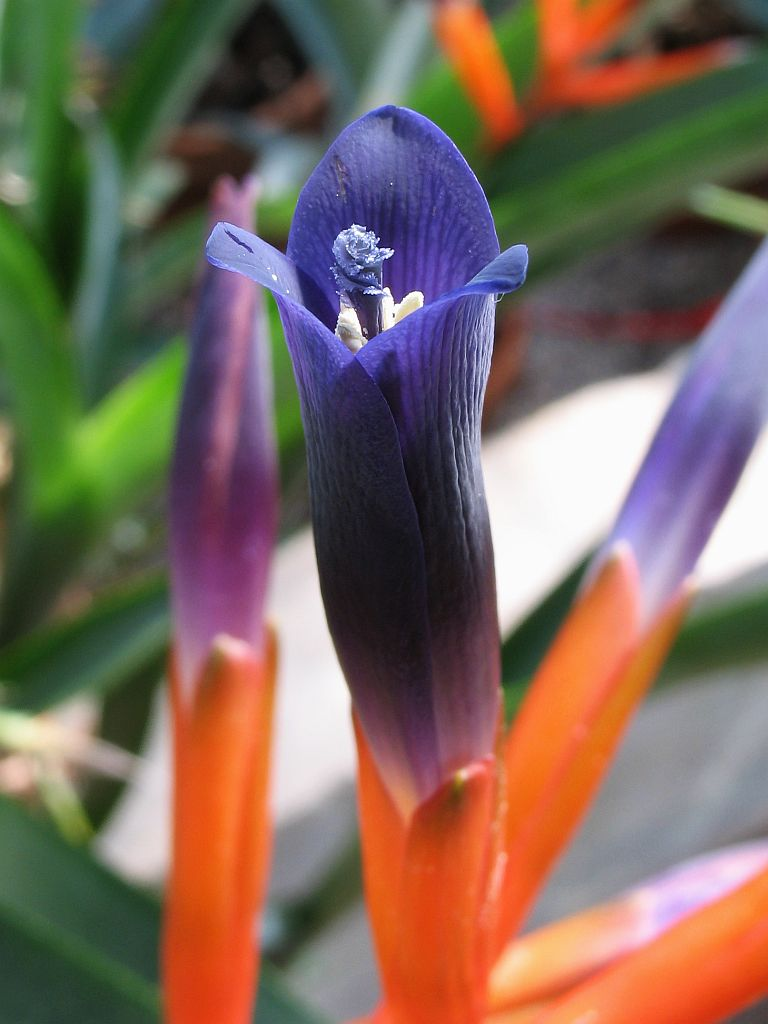
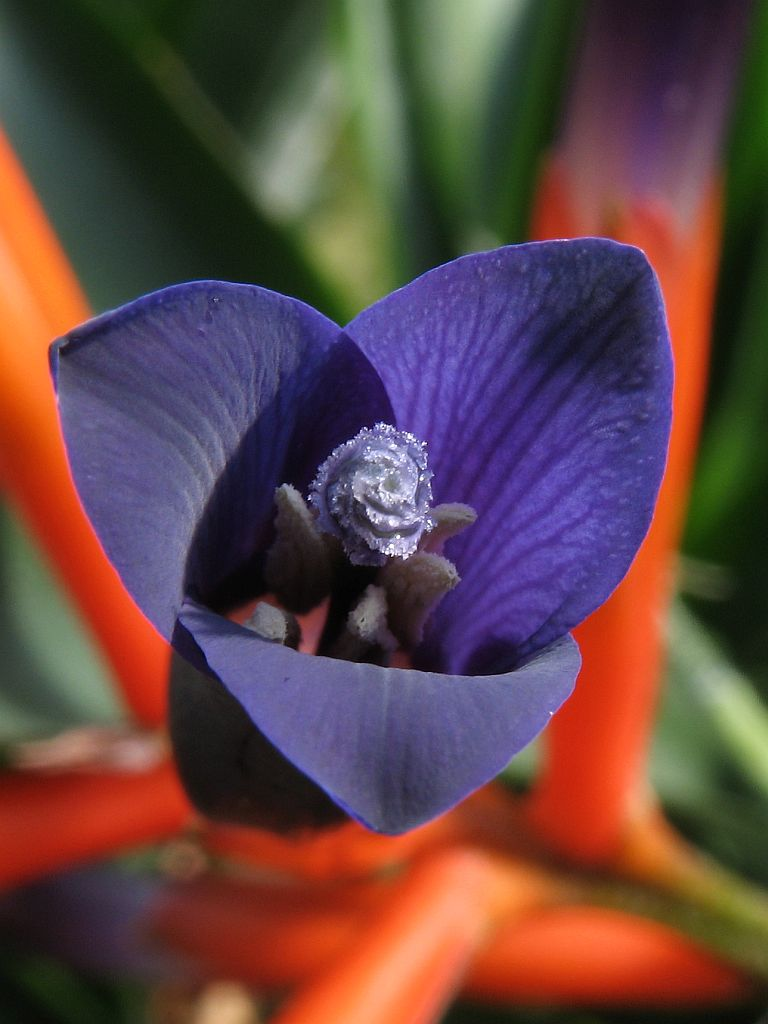